# Teoctista
Teoctista (em grego medieval: Θεοκτίστη; romaniz.: Theoktíste), também chamada Florina (Φλώρινα, Phlórina), foi a mãe da imperatriz do século IX Teodora, a esposa do imperador Teófilo (r. 829–842)

## Vida

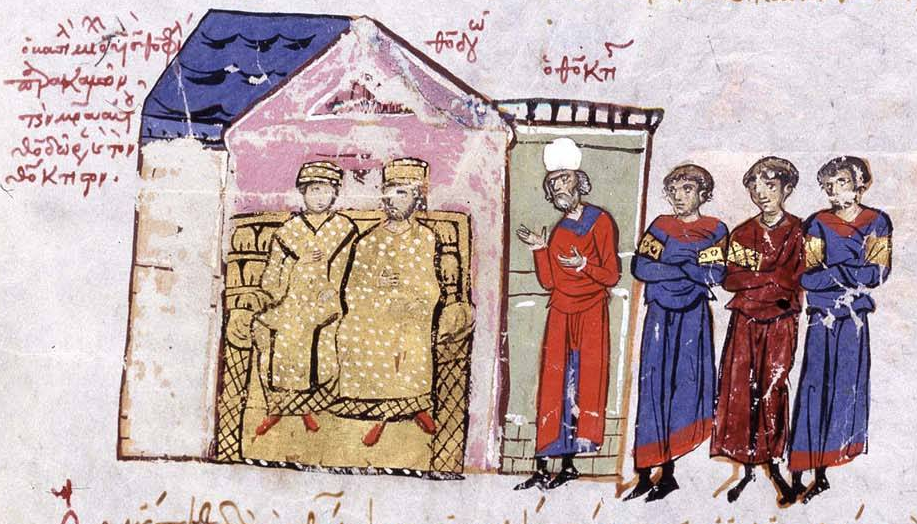
com Teodora e Teoctisto.Iluminura no Escilitzes de Madri

Teoctista Florina foi esposa de Marino, um oficial do exército bizantino com o posto de turmarca e drungário. A família originalmente viveu, ou veio, da cidade de Ebissa na Paflagônia. Alguns genealogistas modernos, incluindo Cyril Toumanoff e Nicholas Adontz, sugeriu que Marino era originário do clã armênio nobre dos Mamicônios. Segundo Nina Garsoïan no Dicionário da Oxford de Bizâncio, contudo, "atraente que seja, essa tese não pode ser provada por falta de fontes".
Com Marino, Teoctista teve dois filhos, Bardas e Petronas, e quatro filhas, Teodora, Sofia, Maria e Irene. Em 821 ou 830 (a data é disputada), Teodora casou-se com Teófilo, que em 829 sucedeu seu pai Miguel II, o Amoriano (r. 820–829) como imperador. Com sua coroação como imperatriz, Teoctista também foi honrada com o título exaltado de zoste patrícia. Aproximadamente pelo mesmo tempo comprou uma mansão em Constantinopla, na bairro de Psamácia, do patrício Nicetas, que tornou-se sua residência.
Ao contrário de seu genro Teófilo, que foi ardente iconoclasta, Teoctista foi relatadamente uma iconódula. Não apenas ela auxiliou a perseguir os iconódulos, mas quando as cinco filhas de Teodora visitaram-a em sua casa, instruiu-as na veneração dos ícones, para desespero de Teófilo, que proibiu suas filhas a visitar sua avó com frequência. Sua casa foi mais adiante — possivelmente ainda durante o reinado de Teófilo (r. 829–842) — transformou-o no Mosteiro de Gástria. Teoctista e Teodora, bem como outros membros da família, foram enterrados lá.
Seus filhos Bardas e Petronas tornaram-se grandes figuras no reinado do filho de Teodora e Teófilo, Miguel III, o Ébrio (r. 842–867), Sofia casou-se com o magistro Constantino Babutzico, Maria, também conhecida como Calomaria ("Maria, a Bela") casou-se com o patrício e mais tarde magistro Arsaber, enquanto Irene casou-se com o patrício Sérgio, o irmão do tio materno do futuro patriarca de Constantinopla Fócio.